# Glenida
Glenida is een kevergeslacht uit de familie van de boktorren (Cerambycidae). De wetenschappelijke naam van het geslacht werd voor het eerst geldig gepubliceerd in 1888 door Gahan.

## Soorten
Glenida omvat de volgende soorten:
- Glenida cyaneipennis Gahan, 1888
- Glenida cyaneofasciata Breuning, 1952
- Glenida puncticollis Breuning, 1961
- Glenida suffusa Gahan, 1888